# Oscarverleihung 1962
Übersicht aller ausgezeichneten Filme

◄◄ | ◄ | 1958 | 1959 | 1960 | 1961 | Oscarverleihung 1962 | 1963 | 1964 | 1965 | 1966 | ► | ►►

Weitere Ereignisse
Die Oscarverleihung 1962 fand am 9. April 1962 im Santa Monica Civic Auditorium in Santa Monica statt. Es waren die 34th Annual Academy Awards. Im Jahr der Auszeichnung werden immer Filme des vergangenen Jahres ausgezeichnet, in diesem Fall also die Filme des Jahres 1961.
| Film                                      | N  | A  |
| ----------------------------------------- | -- | -- |
| Urteil von Nürnberg                       | 11 | 2  |
| West Side Story                           | 11 | 10 |
| Haie der Großstadt                        | 9  | 2  |
| Die Kanonen von Navarone                  | 7  | 1  |
| Fanny                                     | 5  | 0  |
| Frühstück bei Tiffany                     | 5  | 2  |
| Infam                                     | 5  | 0  |
| Mandelaugen und Lotosblüten               | 5  | 0  |
| Sommer und Rauch                          | 4  | 0  |
| Das süße Leben                            | 4  | 1  |
| El Cid                                    | 3  | 0  |
| Der fliegende Pauker                      | 3  | 0  |
| Die unteren Zehntausend                   | 3  | 0  |
| Aufruhr im Spielzeugland                  | 2  | 0  |
| Fieber im Blut                            | 2  | 1  |
| Die Vermählung ihrer Eltern geben bekannt | 2  | 0  |

## Moderation
Bob Hope führte als Moderator durch die Oscarverleihung. 

## Gewinner und Nominierungen

### Bester Film
präsentiert von Fred Astaire
West Side Story – Robert Wise
Fanny – Joshua Logan
Haie der Großstadt (The Hustler) – Robert Rossen
Die Kanonen von Navarone (The Guns of Navarone) – Carl Foreman
Urteil von Nürnberg (Judgment at Nuremberg) – Stanley Kramer

### Beste Regie
präsentiert von Rosalind Russell
Jerome Robbins, Robert Wise – West Side Story
Federico Fellini – Das süße Leben (La dolce vita)
Stanley Kramer – Urteil von Nürnberg (Judgment at Nuremberg)
Robert Rossen – Haie der Großstadt (The Hustler)
J. Lee Thompson – Die Kanonen von Navarone (The Guns of Navarone)

### Bester Hauptdarsteller
präsentiert von Joan Crawford
Maximilian Schell – Urteil von Nürnberg (Judgment at Nuremberg)
Charles Boyer – Fanny
Paul Newman – Haie der Großstadt (The Hustler)
Spencer Tracy – Urteil von Nürnberg (Judgment at Nuremberg)
Stuart Whitman – Gebrandmarkt (The Mark)

### Beste Hauptdarstellerin
präsentiert von Burt Lancaster
Sophia Loren – Und dennoch leben sie (La Ciociara)
Audrey Hepburn – Frühstück bei Tiffany (Breakfast at Tiffany’s)
Piper Laurie – Haie der Großstadt (The Hustler)
Geraldine Page – Sommer und Rauch (Summer and Smoke)
Natalie Wood – Fieber im Blut (Splendor in the Grass)

### Bester Nebendarsteller
präsentiert von Shirley Jones
George Chakiris – West Side Story
Montgomery Clift – Urteil von Nürnberg (Judgment at Nuremberg)
Peter Falk – Die unteren Zehntausend (Pocketful of Miracles)
Jackie Gleason – Haie der Großstadt (The Hustler)
George C. Scott – Haie der Großstadt (The Hustler)

### Beste Nebendarstellerin
präsentiert von Rock Hudson
Rita Moreno – West Side Story
Fay Bainter – Infam (The Children’s Hour)
Judy Garland – Urteil von Nürnberg (Judgment at Nuremberg)
Lotte Lenya – Der römische Frühling der Mrs. Stone (The Roman Spring of Mrs. Stone)
Una Merkel – Sommer und Rauch (Summer and Smoke)

### Bestes Original-Drehbuch
präsentiert von Jack Lemmon und Lee Remick
William Inge – Fieber im Blut (Splendor in the Grass) 
Sergio Amidei, Diego Fabbri, Indro Montanelli – Der falsche General (Il Generale della Rovere)
Federico Fellini, Ennio Flaiano, Tullio Pinelli, Brunello Rondi – Das süße Leben (La dolce vita)
Paul Henning, Stanley Shapiro – Ein Pyjama für zwei (Lover Come Back)
Walentin Jeschow, Grigori Tschuchrai – Die Ballade vom Soldaten (Ballada o soldate)

### Bestes adaptiertes Drehbuch
präsentiert von Jack Lemmon und Lee Remick
Abby Mann – Urteil von Nürnberg (Judgment at Nuremberg)
George Axelrod – Frühstück bei Tiffany (Breakfast at Tiffany’s)
Sidney Carroll, Robert Rossen – Haie der Großstadt (The Hustler)
Carl Foreman – Die Kanonen von Navarone (The Guns of Navarone)
Ernest Lehman – West Side Story

### Beste Kamera (Farbfilm)
präsentiert von Jack Lemmon und Lee Remick
Daniel L. Fapp – West Side Story
Jack Cardiff – Fanny
Charles Lang – Der Besessene (One-Eyed Jacks)
Russell Metty – Mandelaugen und Lotosblüten (Flower Drum Song)
Harry Stradling Sr. – 1000 Meilen bis Yokohama (A Majority of One)

### Beste Kamera (Schwarzweißfilm)
präsentiert von Vince Edwards und Shelley Winters
Eugen Schüfftan – Haie der Großstadt (The Hustler)
Edward Colman – Der fliegende Pauker (The Absent-Minded Professor)
Daniel L. Fapp – Eins, zwei, drei (One, Two, Three)
Ernest Laszlo – Urteil von Nürnberg (Judgment at Nuremberg)
Franz Planer – Infam (The Children’s Hour)

### Bestes Szenenbild (Farbfilm)
präsentiert von Carroll Baker und Richard Chamberlain
Victor A. Gangelin, Boris Leven – West Side Story
Roland Anderson, Sam Comer, Ray Moyer, Hal Pereira – Frühstück bei Tiffany (Breakfast at Tiffany’s)
Howard Bristol, Alexander Golitzen, Joseph C. Wright  – Mandelaugen und Lotosblüten (Flower Drum Song)
Veniero Colasanti, John Moore – El Cid
Sam Comer, Arthur Krams, Hal Pereira, Walter H. Tyler – Sommer und Rauch (Summer and Smoke)

### Bestes Szenenbild (Schwarzweißfilm)
präsentiert von Carroll Baker und Richard Chamberlain
Gene Callahan, Harry Horner – Haie der Großstadt (The Hustler)
Fernando Carrere, Edward G. Boyle – Infam (The Children’s Hour)---
Carroll Clark, Hal Gausman, Emile Kuri – Der fliegende Pauker (The Absent-Minded Professor)
Piero Gherardi – Das süße Leben (La dolce vita)
George Milo, Rudolph Sternad – Urteil von Nürnberg (Judgment at Nuremberg)

### Bestes Kostüm-Design (Farbfilm)
präsentiert von Eddie Albert und Dina Merrill
Irene Sharaff – West Side Story
Edith Head, Walter Plunkett – Die unteren Zehntausend (Pocketful of Miracles)
Jean Louis – Endstation Paris (Back Street)
Irene Sharaff – Mandelaugen und Lotosblüten (Flower Drum Song)
Bill Thomas – Aufruhr im Spielzeugland (Babes in Toyland)

### Bestes Kostüm-Design (Schwarzweißfilm)
präsentiert von Eddie Albert und Dina Merrill
Piero Gherardi – Das süße Leben (La dolce vita)
Dorothy Jeakins – Infam (The Children’s Hour)
Jean Louis – Urteil von Nürnberg (Judgment at Nuremberg)
Howard Shoup – Claudelle und ihre Liebhaber (Claudelle Inglish)
Muraki Yoshirō – Yojimbo – Der Leibwächter (Yojimbo)

### Beste Filmmusik (Drama/Komödie)
präsentiert von Cyd Charisse und Tony Martin
Henry Mancini – Frühstück bei Tiffany (Breakfast at Tiffany’s)
Elmer Bernstein – Sommer und Rauch (Summer and Smoke)
Miklós Rózsa  – El Cid
Morris Stoloff, Harry Sukman – Fanny
Dimitri Tiomkin – Die Kanonen von Navarone (The Guns of Navarone)

### Beste Filmmusik (Musikfilm)
präsentiert von Cyd Charisse und Tony Martin
Saul Chaplin, Johnny Green, Irwin Kostal, Sid Ramin – West Side Story
George Bruns – Aufruhr im Spielzeugland (Babes in Toyland)
Ken Darby, Alfred Newman – Mandelaugen und Lotosblüten (Flower Drum Song)
Duke Ellington – Paris Blues
Dmitri Schostakowitsch – Chowanschtschina

### Bester Song
präsentiert von Cyd Charisse und Tony Martin
„Moon River“ aus Frühstück bei Tiffany (Breakfast at Tiffany’s) – Henry Mancini, Johnny Mercer
„Bachelor in Paradise“ aus Junggeselle im Paradies (Bachelor in Paradise) – Mack David, Henry Mancini
„Love Theme from El Cid (The Falcon and the Dove)“ aus El Cid – Miklós Rózsa, Paul Francis Webster
„Pocketful of Miracles“ aus Die unteren Zehntausend (Pocketful of Miracles) – Sammy Cahn, Jimmy Van Heusen
„Town Without Pity“ aus Stadt ohne Mitleid (Town Without Pity) – Dimitri Tiomkin, Ned Washington

### Bester Schnitt
präsentiert von George Hamilton und Glynis Johns
Thomas Stanford – West Side Story
Philip W. Anderson – Die Vermählung ihrer Eltern geben bekannt (The Parent Trap)
Frederic Knudtson – Urteil von Nürnberg (Judgment at Nuremberg)
Alan Osbiston – Die Kanonen von Navarone (The Guns of Navarone)
William H. Reynolds – Fanny

### Bester Ton
präsentiert von Anthony Franciosa und Joanne Woodward
Fred Hynes, Gordon Sawyer – West Side Story
Robert O. Cook – Die Vermählung ihrer Eltern geben bekannt (The Parent Trap)
John Cox – Die Kanonen von Navarone (The Guns of Navarone)
Gordon Sawyer – Infam (The Children’s Hour)
Waldon O. Watson – Mandelaugen und Lotosblüten (Flower Drum Song)

### Beste Spezialeffekte
präsentiert von Macdonald Carey und Shirley Knight
Chris Greenham, Bill Warrington – Die Kanonen von Navarone (The Guns of Navarone)
Eustace Lycett, Robert A. Mattey – Der fliegende Pauker (The Absent-Minded Professor)

### Bester Kurzfilm
präsentiert von George Hamilton und Glynis Johns
Seawards the Great Ships – Templar Film Studios
Ballon vole – Cine Documents
The Face of Jesus – John D. Jennings
Rooftops of New York – Robert Gaffney
Very Nice, Very Nice – Arthur Lipsett

### Bester animierter Kurzfilm
präsentiert von George Hamilton und Glynis Johns
Der Ersatz (Surogat) – Dušan Vukotić
Allzeit Beep-Beep (Beep Prepared) – Chuck Jones
Der Freizeitkapitän (Aquamania) – Walt Disney
Nelly’s Folly – Chuck Jones
Der Rattenfänger von Guadeloupe (The Pied Piper of Guadalupe) – Friz Freleng

### Bester Dokumentarfilm (Kurzfilm)
präsentiert von George Chakiris und Carolyn Jones
Project Hope – Frank P. Bibas
Breaking the Language Barrier – United States Army Air Forces
Cradle of Genius – Tom Hayes, Jim O’Connor
Kahl – Haro Senft / Dido-Film GmbH
L’uomo in grigio – Benedetto Benedetti

### Bester Dokumentarfilm
präsentiert von George Chakiris und Carolyn Jones
Nur Himmel und Dreck (Le ciel et la boue) – Arthur Cohn, René Lafuite
Die großen Spiele (La grande olimpiade) – Romolo Marcellini

### Bester fremdsprachiger Film
präsentiert von Eric Johnston
Wie in einem Spiegel (Såsom i en spegel), Schweden – Ingmar Bergman
Ánimas Trujano (El hombre importante), Mexiko – Ismael Rodríguez
Harry und sein Kammerdiener (Harry og kammertjeneren), Dänemark – Bent Christensen
Placido, Spanien – Luis García Berlanga
Eine unsterbliche Liebe (Eien no hito), Japan – Keisuke Kinoshita

## Ehrenpreise

### Ehrenoscar
Fred L. Metzler
Jerome Robbins
William L. Hendricks für A Force in Readiness

### Irving G. Thalberg Memorial Award
Stanley Kramer

### Jean Hersholt Humanitarian Award
George Seaton

### Scientific and Engineering Award
Sylvania Electric Products, Inc.
James Dale, Syd Wilson, Harry E. Rice, John K. Rude, Laurie Atkin, Wadsworth E. Pohl, Harold Peasgood
Earl Sponable, Herbert E. Bragg, F. D. Leslie, R. D. Whitmore, A. A. Alden, Endel Pool, James B. Gordon

### Technical Achievement Award
Hurletron, Inc., Electric Eye Equipment Division
Wadsworth E. Pohl